# Облога Циндао
Облога Циндао — облога порту Циндао, німецької колонії в Республіці Китай, японськими та британськими військами та флотом під час Першої світової війни. Була найбільшою операцією на Тихоокеанському театрі військових дій Першої світової війни, завершилася взяттям міста та окупацією японськими військами всієї території колонії.

## Становище перед облогою
Циндао, орендований Німецькою імперією у Китаю в 1897, був стратегічно важливою базою військово-морського флоту Німеччини. німці зробили його добре укріпленою фортецею, розрахованої на 2-3 місяці облоги. У серпні 1914 року в Німецькій імперії припускали, що ця війна довше і не триватиме. Гарнізон фортеці складався з чотирьох тисяч німецьких, австро-угорських та китайських солдатів та моряків. Базувалася на Циндао німецька Східно-Азійська ескадра під командуванням адмірала М.фон Шпее пішла з порту на початку війни, щоб дійти до Німецької імперії та уникнути небезпеки її блокування в гавані військово-морськими силами Антанти; в порту залишалися австрійський крейсер «Кайзерін Елізабет» і ще кілька кораблів. З суші Циндао захищала подвійна лінія оборони, а з моря — берегові батареї. Так чи інакше, фортеця була розрахована на відбиття атаки британського або французького експедиційного корпусу, але не на війну проти близько розташованої Японської імперії.
У Японській імперії деякий час роздумували, на чиїй стороні вступити у війну: союз з Антантою, хоча і обіцяв меншу вигоду в разі перемоги, був надійніший. 15 серпня Японська імперія пред'явила Німецькій імперії ультиматум з вимогою передати Циндао японській владі. Німецька імперія спробувала оформити передачу Циндао Китаю, але Велика Британія та Французька республіка цьому перешкодили, а Республіка Китай оголосила про нейтралітет. 23 серпня Японська імперія оголосила Німецькій імперії війну.

## Підготовка
27 серпня Циндао був блокований японською ескадрою. Для взяття міста було виділено експедиційний корпус чисельністю понад 30000 осіб, тридцять дев'ять військових кораблів та більше п'ятдесяти транспортів. Британці для сприяння їм виділили кілька кораблів та загін у 1500 осіб.
Враховуючи досвід облоги у своїй попередній війні і явно побоюючись німців, підготовку до штурму японці вели ретельно та методично. Висадка військ здійснювалася на території нейтральної Республіки Китай та тривала більше місяця, з 2 вересня по 5 жовтня 1914 року. 25 вересня війська перейшли кордон німецької колонії, де протягом наступних чотирьох днів вибили німців з переднього рубежу оборони. Після цього вони почали готувати штурм фортеці, активно використовуючи важку артилерію та розвідувальні гідролітаки. Кілька японських кораблів підірвалися на мінах; британський броненосець «Тріумф» отримав пошкодження від вогню берегових батарей.
У ніч з 17 на 18 жовтня німецький міноносець S-90 під командуванням капітан-лейтенанта Бруннера спробував прорвати морську блокаду. Йому вдалося торпедувати японський крейсер «Такатіхо», при цьому загинула 271 особа. Повернутися в Циндао Бруннер не зміг. Він планував заправитися паливом в одному з нейтральних портів та продовжити атакувати японський флот, але через брак палива викинув міноносець на берег, після чого екіпаж був інтернований китайською владою.

## Штурм
31 жовтня японці почали інтенсивний артилерійський обстріл міста (за тиждень було використано 100 гармат, випущено 43 500 снарядів) та спорудження облогових споруд, таких же, які вони використовували десять років тому при взятті Порт-Артура. У ніч на 7 листопада почався штурм, наступаючі пробилися через зміцнення в центрі німецької оборони. Хоча на інших ділянках штурм був відбитий, продовжувати оборону німці не могли через повну відсутність боєприпасів. Вранці 7 листопада комендант Циндао Мейєр-Вальдек ухвалив рішення про здачу фортеці. Перед здачею фортеці німці планомірно та методично знищили практично всі військово-господарські будівлі, споруди порту та кораблі. Здавання німців у полон була затьмарена загибеллю кількох німецьких солдатів та офіцерів, що вже припинили опір, яких вбили японці, котрі ще не дізналися про припинення вогню.

## Фотографії

Облога Циндао
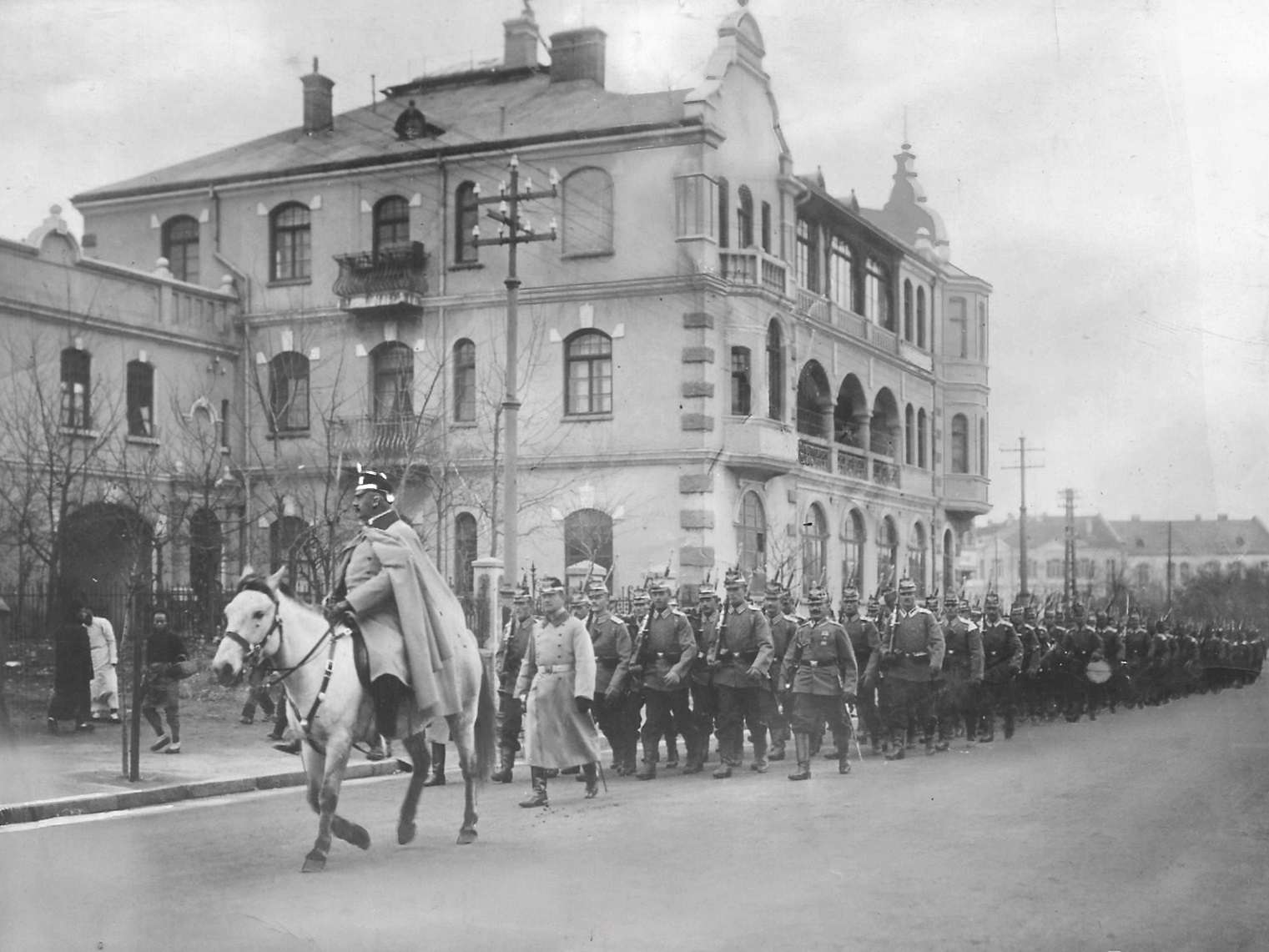
Німецькі війська в Циндао
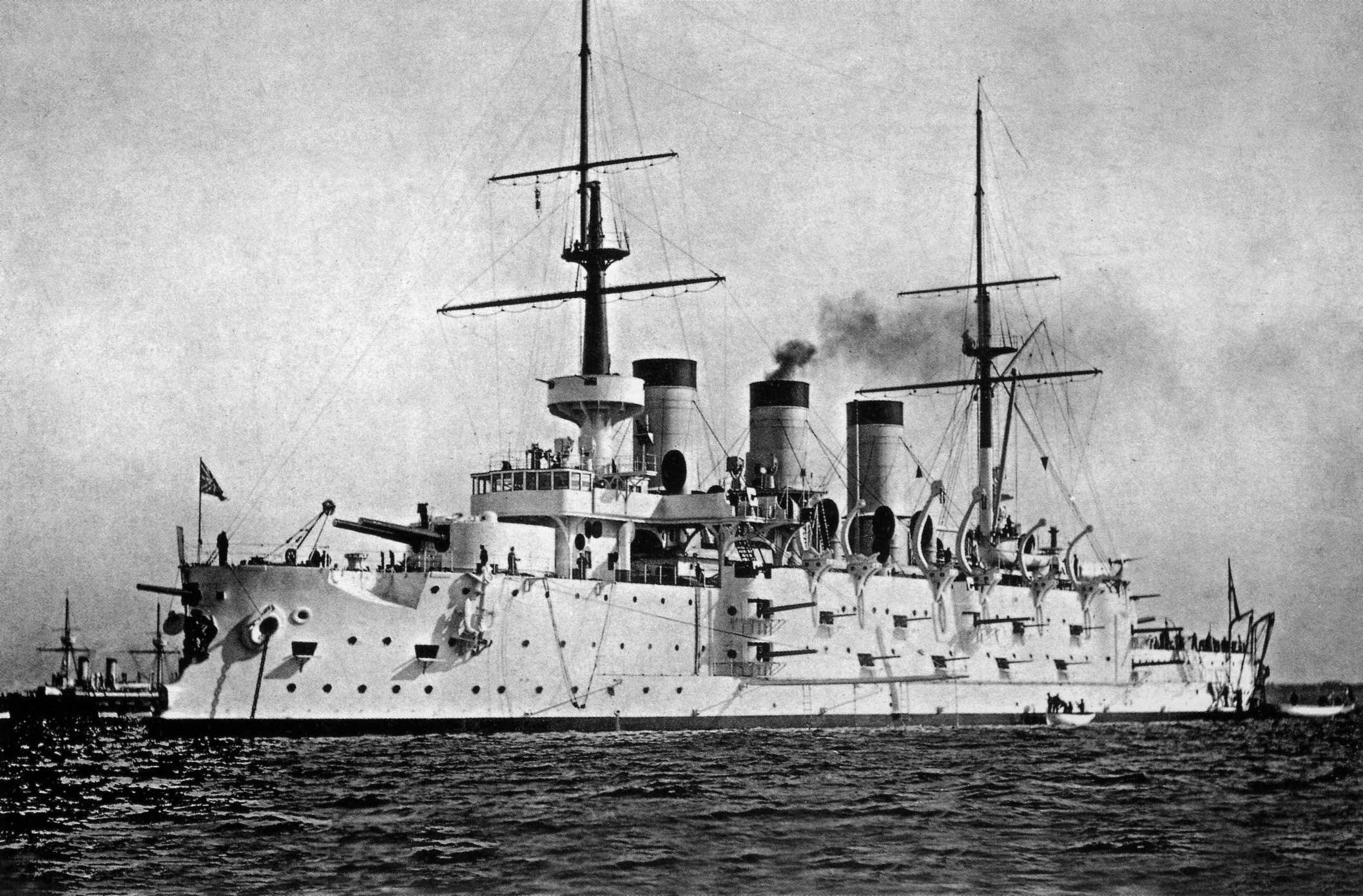
Suwo — флагман японської ескадри в Циндао
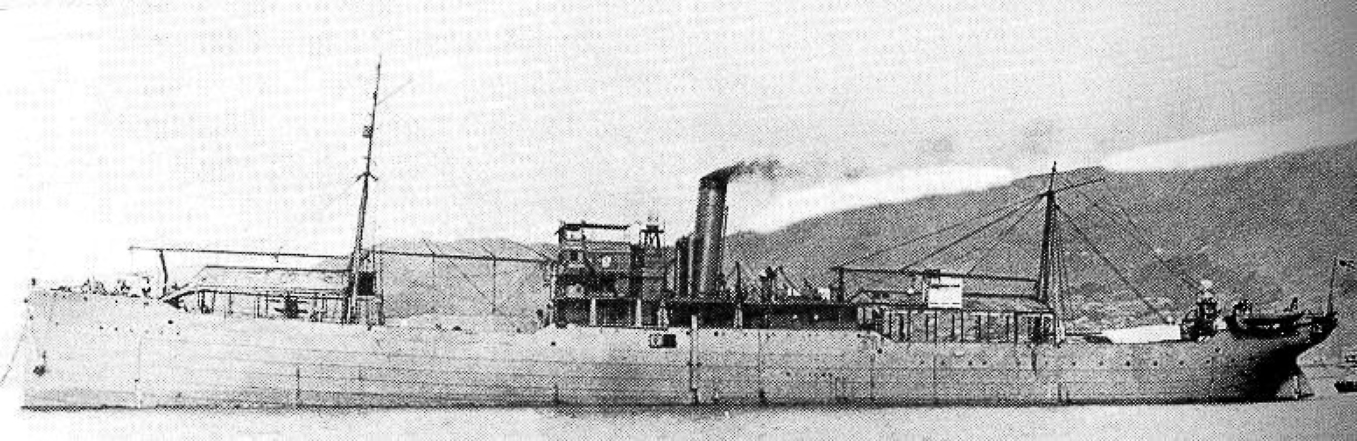
Японський транспорт "Wakamiya", служив базою для гідролітаків, що брали участь в облозі Циндао
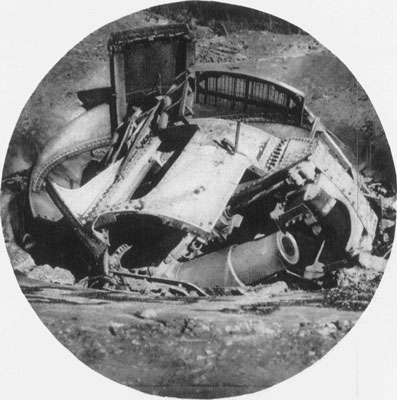
Німецька артилерійська установка
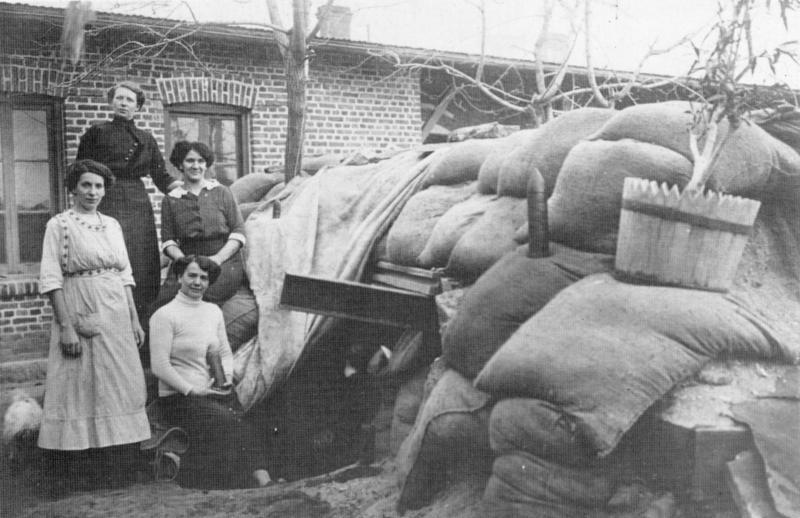
На міській вулиці
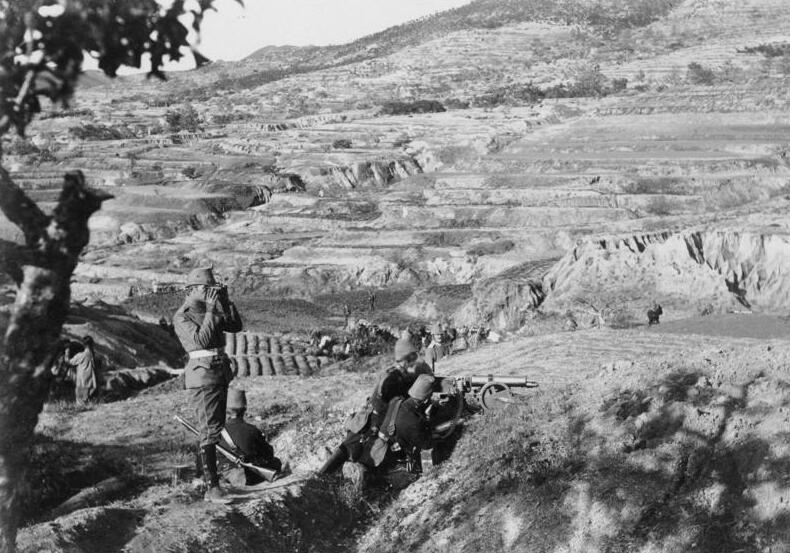
Німецька батарея в Циндао
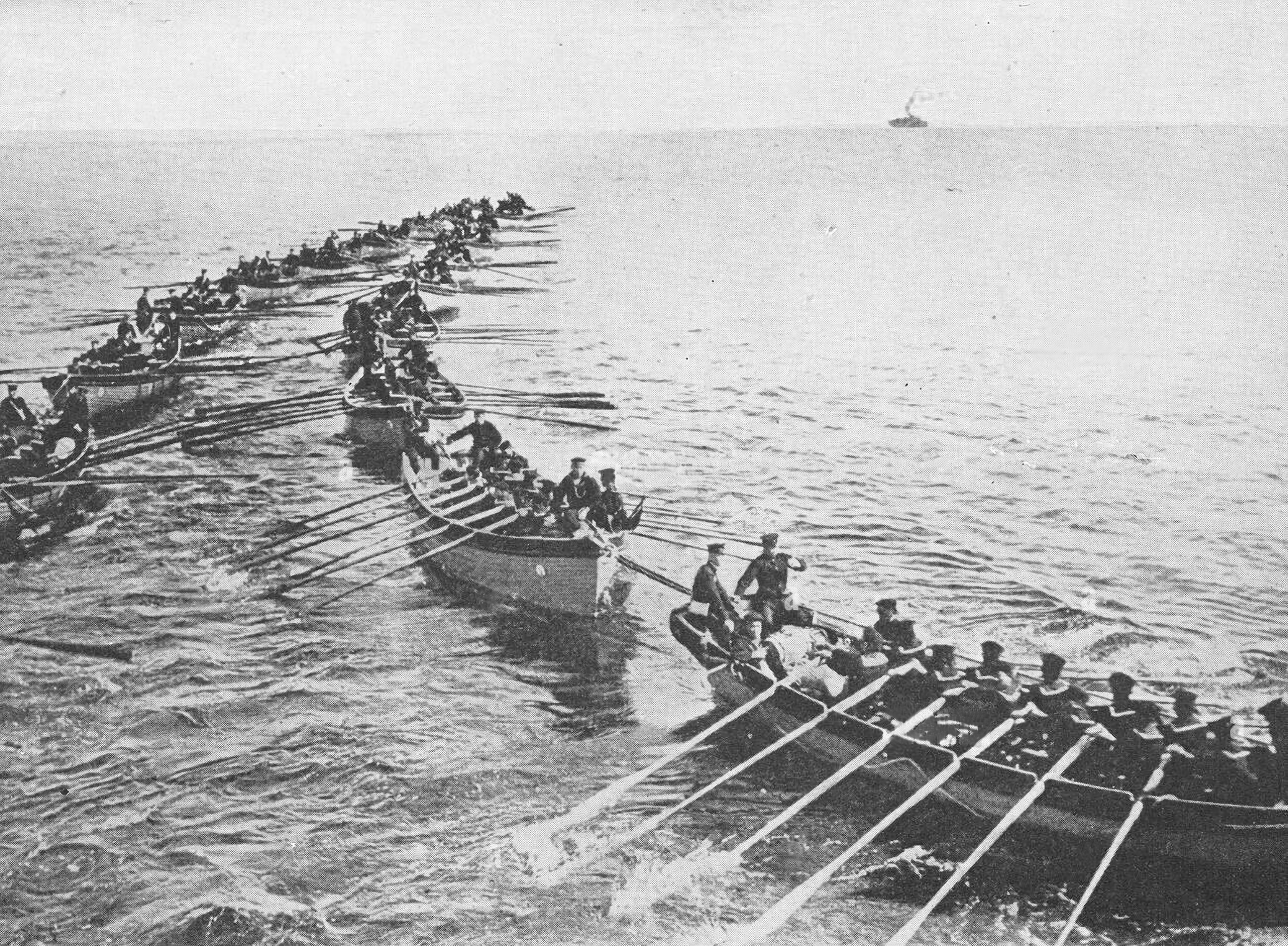
Висадка японського десанту
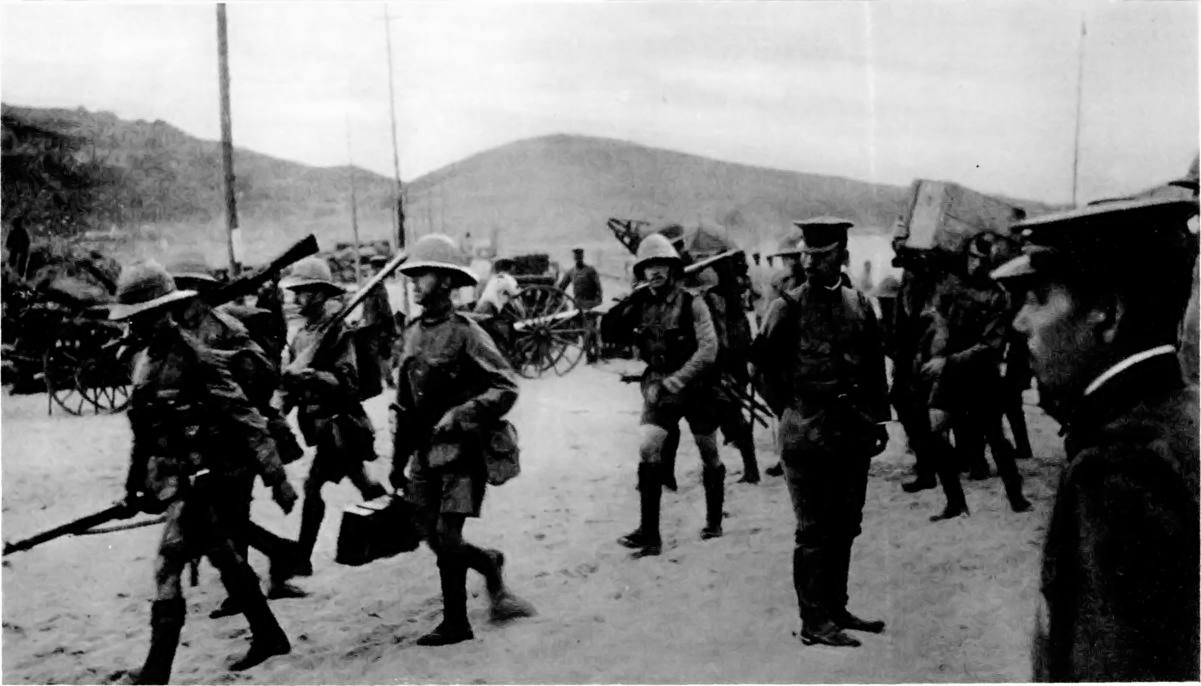
Прибуття британського корпусу в Циндао
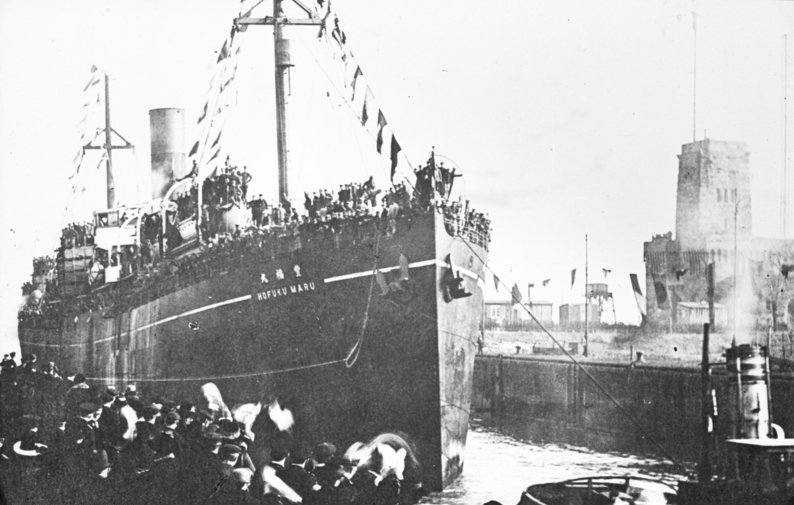
Захоплений в Циндао німецький корабель, повернутий Німеччині в 1920 р.